# Joshua Pim

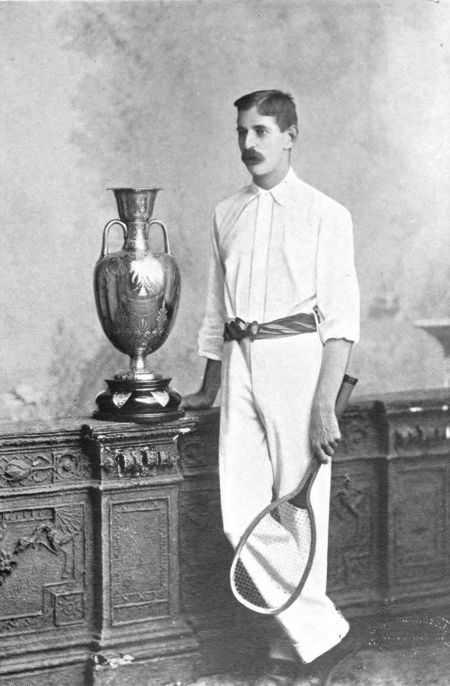
Pim (vor 1903)

Joshua Pim (* 20. Mai 1869 in Bray; † 15. April 1942 in Killiney, Dublin) war ein irischer Tennisspieler. Er gewann 1893 und 1894 das Einzel der Wimbledon Championships.

## Leben
Pim kam 1869 im Badeort Bray in der Nähe von Dublin zur Welt. Ab 1887 nahm er an Tennisturnieren teil. Nachdem er noch 1892 im Finale von Wimbledon Wilfred Baddeley unterlag, gewann er dort 1893 und 1894 das Endspiel gegen Baddeley. 1893 siegte er auch bei den Queen’s Club Championships. 1898 stand er im Finale der internationalen deutschen Meisterschaften, verlor aber gegen Harold Mahony.
Auch als Doppelspieler war Pim erfolgreich. Zusammen mit Frank Stoker gewann er 1890 und 1893 den Doppeltitel in Wimbledon sowie fünf Mal die irischen Meisterschaften.
1902 spielte er für das britische Team im Davis Cup, musste aber beide Spiele gegen die USA verloren geben. Da der Davis Cup, damals nur ein Länderwettkampf zwischen Großbritannien und den USA, in New York ausgetragen wurde, nutzte er die Gelegenheit und nahm im selben Jahr noch an den US-amerikanischen Meisterschaften teil. Dort unterlag er im Achtelfinale dem US-Amerikaner Leonard Ward in drei Sätzen. Danach beendete er seine Tenniskarriere.
Anschließend praktizierte Pim als Arzt in Dublin. Er starb dort 1942 im Alter von 72 Jahren.

## Titel

### Einzel
| Nr. | Jahr | Turnier                    | Finalgegner               | Ergebnis                |
| --- | ---- | -------------------------- | ------------------------- | ----------------------- |
| 1.  | 1893 | Irish Championships        | Ernest Renshaw            | 6:1, 6:4, 6:1           |
| 2.  | 1893 | Wimbledon Championships    | Wilfred Baddeley          | 3:6, 6:1, 6:3, 6:2      |
| 3.  | 1893 | Queen’s Club Championships | Harold Mahony             | 9:7, 1:6, 6:1, 6:8, 6:3 |
| 4.  | 1894 | Irish Championships        | Thomas Chaytor            | 3:6, 1:6, 6:2, 6:2, 9:7 |
| 5.  | 1894 | Wimbledon Championships    | Wilfred Baddeley          | 10:8, 6:2, 8:6          |
| 6.  | 1894 | Irish Championships        | Wilberforce Vaughan Eaves | 6:1, 6:1, 6:3           |

### Doppel
| Nr. | Jahr | Turnier                 | Partner      | Finalgegner                  | Endergebnis             |
| --- | ---- | ----------------------- | ------------ | ---------------------------- | ----------------------- |
| 1.  | 1890 | Irish Championships     | Frank Stoker |                              |                         |
| 2.  | 1890 | Wimbledon Championships | Frank Stoker | George Hillyard Ernest Lewis | 6:0, 7:5, 6:4           |
| 3.  | 1891 | Irish Championships     | Frank Stoker |                              |                         |
| 4.  | 1893 | Irish Championships     | Frank Stoker | Ernest Lewis Ernest Meers    |                         |
| 5.  | 1893 | Wimbledon Championships | Frank Stoker | Harry Barlow Ernest Lewis    | 4:6, 6:3, 6:1, 2:6, 6:0 |
| 6.  | 1894 | Irish Championships     | Frank Stoker |                              |                         |
| 7.  | 1895 | Irish Championships     | Frank Stoker |                              |                         |